# دبليو دبليو ڤي (محطة راديو)

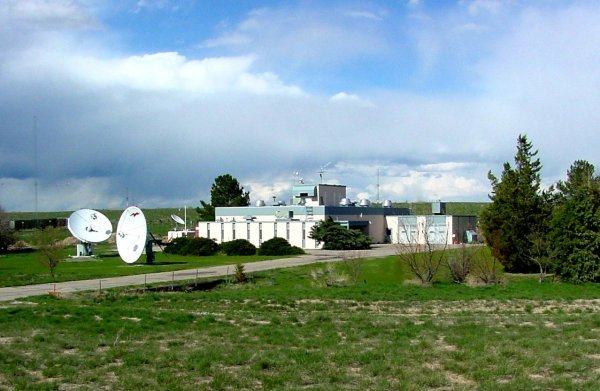
مبنى ٳرسال دبليو دبليو ڨي

دبليو دبليو ڤي (WWV) هي محطة إذاعية للموجات القصيرة (تُعرف أيضًا باسم «التردد العالي» أو HF)، وتقع بالقرب من فورت كولينز، كولورادو. وتقوم ببث إشارات الوقت بشكل مستمر منذ أن بدأت في عام 1945، وتستخدم أيضًا لإنشاء معايير تردد رسمية لحكومة الولايات المتحدة، مع أجهزة إرسال تعمل على 2.5 و 5 و 10 و 15 و 20 ميجا هرتز. يتم تشغيل دبليو دبليو ڤي من قبل المعهد الوطني الأمريكي للمعايير والتقنية (NIST)، تحت إشراف قسم الوقت والتردد، والذي يعد جزءًا من مختبر القياس الفيزيائي ومقره في غايثرسبيرغ، ميريلاند.
تم إنشاء دبليو دبليو ڤي لأول مرة في عام 1919 من قبل مكتب المعايير في واشنطن العاصمة، وهي واحدة من أقدم محطات الراديو التي تعمل باستمرار في الولايات المتحدة. احتفل المعهد الوطني الأمريكي للمعايير والتقنية بالذكرى المئوية لدبليو دبليو ڤي في 1 أكتوبر 2019.
في عام 1931، انتقلت المحطة إلى أول مواقع ماريلاند الثلاثة، قبل الانتقال إلى موقعها الحالي بالقرب من فورت كولينز. وفي عام 1966، تشارك دبليو دبليو ڤي هذا الموقع مع محطة الموجة الطويلة (المعروفة أيضًا باسم «التردد المنخفض» أو LF) دبليو دبليو ڤي بي، والتي تنقل الناقل ورمز الوقت (بدون صوت) بسرعة 60 كيلو هرتز. يدير المعهد الوطني الأمريكي للمعايير والتقنية أيضًا محطة مماثلة على الموجات القصيرة، دبليو دبليو ڤي ٳتش في كاواي، هاواي. يعلن كل من دبليو دبليو ڤي ودبليو دبليو ڤي ٳتش عن التوقيت العالمي المنسق كل دقيقة، ويقومان بإعلانات مسجلة أخرى ذات أهمية عامة على جدول كل ساعة، بما في ذلك حالة كوكبة القمر الصناعي لنظام تحديد المواقع العالمي (GPS). نظرًا لأنها ترسل في نفس الوقت على نفس الترددات، فإن دبليو دبليو ڤي تستخدم صوتًا ذكرًا لتمييز نفسها عن دبليو دبليو ڤي ٳتش، التي تستخدم صوتًا أنثويًا.

## روابط خارجية
- الموقع الرسمي
- نص تنبيه دبليو دبليو ڤي الجيوفيزيائي الحالي
- في النغمة: تاريخ قليل لمحطات راديو المعهد الوطني الأمريكي للمعايير والتقنية WWV و WWVH
- الإنجاز في الراديو: سبعون عامًا في علوم وتكنولوجيا ومعايير وقياس الراديو في المكتب الوطني للمعايير
- براءة الاختراع الأمريكية 4582434 لـ دبليو دبليو ڤي «تصحيح الوقت، وتحديث الساعة باستمرار» نسخة محفوظة 23 ديسمبر 2018 على موقع واي باك مشين.
- براءة الاختراع الأمريكية رقم 4768178 لـ «إشارة راديو عالية الدقة يتم التحكم فيها بشكل مستمر يتم التحكم فيها بواسطة دبليو دبليو ڤي» نسخة محفوظة 23 ديسمبر 2018 على موقع واي باك مشين.
- ساعة راديو دقيقة لنقل دبليو دبليو ڤي
- مشروع فئة: جهاز إزالة التشكيل / تفكيك الشفرة لجهاز استقبال دبليو دبليو ڤي/ عمودي